# Zythos fastigiata
Zythos fastigiata là một loài bướm đêm trong họ Geometridae.